# Бои на Нижнеудинском фронте
Бои на Нижнеудинском фронте (июнь — июль 1918) — боевые действия на Транссибирской магистрали между Нижнеудинском и Иркутском в июне-июле 1918 года во время Гражданской войны в России.

## Предыстория
В мае 1918 года советские органы власти предприняли попытку разоружить эшелоны чехословацкого корпуса (в которых, однако, ехало и много русских офицеров), двигавшиеся по Транссибирской магистрали. Это привело к восстанию чехословацких легионеров.
23—24 мая в Красноярске большевиками был разоружён авиационно-штабной эшелон 2-й дивизии, в котором следовал подполковник Б. Ф. Ушаков. Вернувшись с совещания в Челябинске командир 7-го Татранского полка капитан Р. Гайда утром 25 мая шифрованными телеграммами приказал начальнику штаба этого же полка капитану Э. В. Кадлецу захватить Мариинск, а командиру 1-го батальона 6-го полка штабс-капитану Чеговскому — станцию Чулымская. В ночь на 26 мая в Ново-Николаевске выступили и части Р. Гайды. 26 мая началось очищение Ново-Николаевска от большевиков, а 28 мая в Ново-Николаевске полковник А. Н. Гришин-Алмазов вступил в командование Западно-Сибирским военным округом.
В ночь на 29 мая в Нижнеудинске выступила антибольшевистская подпольная организация. Повстанцы арестовали до 100 человек и расстреляли несколько членов местного Совета. Возглавив уездный комитет Временного Сибирского правительства, И. Н. Маньков потребовал 3 июня самороспуска Иркутского Совета, разоружения Красной гвардии, передачи власти городской думе и земству. В тот же день Б. Ф. Ушаков, которому удалось скрыться из Красноярска, с помощью 500 чехословаков захватил Канск. После короткого боя канские красногвардейцы отошли в сторону Красноярска и закрепились у станции Клюквенная.
Центросибирь пыталась разрешить конфликт с чехословаками мирным путём, и под Нижнеудинском до 16 июня было установлено перемирие. Тем временем 9 июня произошло соединение омской и новониколаевской антибольшевистских группировок. Штаб Западно-Сибирского военного округа 12 июня был переименован в штаб Западно-Сибирской армии, в командование которой вступил полковник А. Н. Гришин-Алмазов. Войска армии были сведены в два корпуса: Степной Сибирский и Средне-Сибирский. 18 июня А. Н. Гришин-Алмазов поставил задачу в кратчайший срок очистить Западную Сибирь от красных войск. Средне-Сибирскому корпусу было приказано очистить районы южнее Барнаула до китайской границы и к востоку от Мариинска вдоль железной дороги до Иркутска включительно.
19 июня местные антибольшевистские силы во взаимодействии с чехословаками захватили Красноярск, а в Ачинске произошло соединение сил Р. Гайды и Б. Ф. Ушакова. Пока основные силы группы Б. Ф. Ушакова пробивались на запад, заслон из партизанского отряда подъесаула Г. В. Кузнецова и рота 8-го чешского полка сдерживали наступающие с востока войска Центросибири.

## Силы сторон
Во время переговоров с чехословаками в первой половине июня Центросибирь выдвинула к станции Тулун 100 зиминских железнодорожников под началом К. Н. Гершевича, 75 фронтовиков из Тырети, 400 черемховцев, 150—200 интернационалистов и около 300 рабочих красноярцев, канцев и енисейцев, отозванных с Даурского фронта. Эти силы и атаковали белых, которые сумели продержаться до прибытия 21 июня подкреплений.
Под началом подъесаула Г. В. Кузнецова было 75 человек при двух пулемётах (не считая чехословацкой роты). К 20 июня в Красноярске было сосредоточено до 2800 бойцов Средне-Сибирского корпуса, однако из-за невозможности перевезти по железной дороге сразу всю группу подполковник А. Н. Пепеляев перебросил под Нижнеудинск авангард в 400—500 бойцов. В группу также вошёл отряд чехословаков в 700 человек под командованием Р. Гайды.

## Ход событий
22 июня красные войска заняли станцию Тулун, а после прибытия подкрепления силами до 350 бойцов атаковали станцию Худоеланская. По Московскому тракту часть интернационалистов, выйдя в тыл белым, взорвала стрелку и закупорила на станции чехословацкий эшелон. Видя бесполезность сопротивления, чехословаки отступили к своим частям в Нижнеудинске пешим порядком.
Совершив 70-километровый переход, в 4 часа утра 25 июня красные войска начали атаку на Нижнеудинск. Восточнее города развернулось упорное сражение с участием бронепоездов, артиллерии и не менее 2000 бойцов с каждой стороны. Красные по деревянному мосту перешли реку Уду, но, не выдержав контратаки, с большими потерями отошли на правый берег к разъезду Уда-II.
В связи с неопределённостью отношений с чехословаками как с союзниками А. Н. Пепеляев решил сделать основной упор на свой левый фланг, где находились чисто русские части. 1-й Томский полк получил приказ на обходное движение, а конница отряда И. Н. Красильникова, совершив глубокий обход, в ночь на 26 июня вышла в тыл красным к железнодорожной станции Шеберта, где уничтожила 400 красногвардейцев с Касьяновской шахты, спавших без охраны.
Красные войска начали отступать; белые части успешно применяли тактику фланговых обходов, вызывая панику и заставляя красных откатываться на восток. 1 июля белые заняли станцию Зима, а 120 местных рабочих, вооружённых охотничьими ружьями, не позволили красным уничтожить железнодорожный мост через Оку.
Отступив, красные войска сосредоточились на восточном берегу реки Белой. На помощь красным с Даурского фронта прибыли части томских, песчанских и читинских интернационалистов, батарея из одного 76-миллиметрового и трёх 152-миллиметровых орудий. 6 июля у села Мальта произошёл упорный 5-часовой бой, в котором обе стороны определили потери противника в 200 человек убитыми и ранеными. Обе стороны попытались совершить обходной манёвр, но обходящую колонну красных остановили чехословаки, а вот обход белых удался, приведя к паническому бегству красных войск.

## Итоги и последствия
В сложившейся ситуации Центросибирь приняла решение оставить Иркутск без боя. Утром 11 июля красные войска оставили Иркутск, в полдень туда ворвались кавалерийские части белых партизан, а во второй половине дня вошла пехота Сибирской армии. После отступления красных войск из Иркутстка власть перешла к восстановленной губернской земской управе под председательством эсера П. Д. Яковлева, которая признала власть Временного Сибирского правительства. После взятия Иркутска часть сил под командованием И. Н. Красильникова белые направили в бассейн Лены, а основные войска начали наступление по направлению к Байкалу.